# Vålerenga Fotball 1998
Questa voce raccoglie le informazioni riguardanti il Vålerenga Fotball nelle competizioni ufficiali della stagione 1998.

## Stagione
La stagione è iniziata con l'avvicendamento in panchina tra Vidar Davidsen ed Egil Olsen: Drillo, infatti, ha avuto il compito di guidare la squadra in Coppa delle Coppe e nella Tippeligaen, l'anno dopo la promozione e la vittoria in Norgesmesterskapet.
La squadra si è classificata al settimo posto finale: i capocannonieri sono stati John Carew e Kjell Roar Kaasa, entrambi con sette reti. L'avanzata in Coppa delle Coppe è stata terminata dal Chelsea ai quarti di finale, con i Blues che si sono imposti sia all'andata che al ritorno. In Coppa di Norvegia, il Vålerenga non è andato oltre il terzo turno, dove è stato eliminato dallo Skeid.

## Rosa
| N. |                     | Ruolo | Calciatore           |
| -- | ------------------- | ----- | -------------------- |
| 1  | Norvegia (bandiera) | P     | Ivar Rønningen       |
| 2  | Norvegia (bandiera) | D     | Viggo Strømme        |
| 3  | Norvegia (bandiera) | D     | Kent Ingar Karlsen   |
| 4  | Norvegia (bandiera) | D     | Fredrik Kjølner      |
| 5  | Norvegia (bandiera) | D     | Thomas Berntsen      |
| 6  | Norvegia (bandiera) | D     | Håvard Steinar Lunde |
| 7  | Norvegia (bandiera) | A     | Bjørn Arild Levernes |
| 8  | Norvegia (bandiera) | C     | Espen Haug           |
| 11 | Norvegia (bandiera) | A     | Kjell Roar Kaasa     |
| 13 | Norvegia (bandiera) | C     | Espen Musæus         |
| 14 | Norvegia (bandiera) | C     | Fredrik Gärdeman     |

| N. |                     | Ruolo | Calciatore           |
| -- | ------------------- | ----- | -------------------- |
| 15 | Norvegia (bandiera) | C     | Joachim Walltin      |
| 16 | Islanda (bandiera)  | C     | Brynjar Gunnarsson   |
| 16 | Norvegia (bandiera) | C     | Jon Eirik Ødegaard   |
| 17 | Norvegia (bandiera) | C     | Bjørn Viljugrein     |
| 19 | Norvegia (bandiera) | D     | Knut Henry Haraldsen |
| 20 | Norvegia (bandiera) | A     | Juro Kuvicek         |
| 21 | Norvegia (bandiera) | D     | Tom Henning Hovi     |
| 23 | Norvegia (bandiera) | D     | Christer Ellefsen    |
| 24 | Svezia (bandiera)   | A     | Pascal Simpson       |
| 26 | Norvegia (bandiera) | A     | John Carew           |
| 27 | Norvegia (bandiera) | P     | Tore Krogstad        |

## Risultati

### Campionato

#### Girone di andata
| Arbitro: | Pedersen |

|                               |           |  |
| Aase 32’ Aase 35’ Daðason 70’ | Marcatori |  |

| Arbitro: | Alseth |

|                                 |           |                       |
| Kuvicek 33’ Kaasa 65’ Kaasa 75’ | Marcatori | 25’ Helgeland 27’ Wee |

| Arbitro: | Olsen |

|                                   |           |                        |
| Diallo 38’ Normann 52’ Nilsen 90’ | Marcatori | 1’ Kaasa 79’ Viljugren |

| Arbitro: | Pedersen |

|                                          |           |                        |
| Simpson 36’ Guntveit (AG) 52’ Musæus 83’ | Marcatori | 10’ Mjelde 86’ Helstad |

| Arbitro: | Pedersen |

|                         |           |  |
| Jansson 28’ Finstad 44’ | Marcatori |  |

| Arbitro: | Skjerven |

|                           |           |                         |
| Viljugren 38’ Kuvicek 39’ | Marcatori | 15’ Bjørkan 64’ Johnsen |

| Arbitro: | Skjervold |

|                               |           |                        |
| Kvisvik 48’ Kiel 74’ Kiel 84’ | Marcatori | 59’ Kuvicek 73’ Musæus |

| Arbitro: | Hauge |

|                              |           |                                 |
| Ødegård 85’ Evensen (AG) 90’ | Marcatori | 53’ Solberg 71’ Solberg 89’ Alm |

| Arbitro: | Kvam |

|                                                  |           |           |
| Tessem 19’ Gunnlaugsson 55’ Olsen 90’ Rekdal 91’ | Marcatori | 79’ Kaasa |

| Arbitro: | Ditlefsen |

|                                                   |           |  |
| Kaasa 1’ Viljugren 7’ Viljugren 30’ Viljugren 32’ | Marcatori |  |

| Arbitro: | Olsen |

|  |           |                            |
|  | Marcatori | 12’ Rushfeldt 36’ Sørensen |

| Arbitro: | Kamben |

|                           |           |           |
| Guðmundsson 17’ Lange 23’ | Marcatori | 68’ Kaasa |

| Arbitro: | Hauge |

|           |           |         |
| Carew 46’ | Marcatori | 87’ Flo |

#### Girone di ritorno
| Arbitro: | Pedersen |

|                       |           |                          |
| Musæus 73’ Musæus 87’ | Marcatori | 10’ Helgason 30’ Berland |

| Arbitro: | Skjervold |

|                               |           |         |
| Lothe 29’ Lothe 55’ Berre 67’ | Marcatori | 4’ Haug |

| Arbitro: | Staberg |

|           |           |                                                           |
| Carew 83’ | Marcatori | 7’ Andreassen 25’ Diallo 39’ Diallo 62’ Diallo 70’ Diallo |

| Arbitro: | Skjervold |

|                                   |           |  |
| Helstad 63’ Løvvik 74’ Løvvik 89’ | Marcatori |  |

| Arbitro: | Alseth |

|                    |           |  |
| Haug 13’ Carew 18’ | Marcatori |  |

| Arbitro: | Eriksen |

|                        |           |           |
| Berg 35’ Bergersen 83’ | Marcatori | 30’ Carew |

| Arbitro: | Skjerven |

|               |           |  |
| Haraldsen 40’ | Marcatori |  |

| Arbitro: | Olsen |

|            |           |                                   |
| Lindbæk 4’ | Marcatori | 22’ Walltin 26’ Levernes 70’ Hovi |

| Arbitro: | Skjervold |

|                                      |           |  |
| Carew 49’ Viljugren 87’ Ødegaard 90’ | Marcatori |  |

| Arbitro: | Staberg |

|                    |           |                                 |
| Bendvold Hansen 2’ | Marcatori | 71’ Haug 88’ Ødegaard 90’ Kaasa |

| Arbitro: | Skjerven |

|               |           |  |
| Rushfeldt 88’ | Marcatori |  |

| Arbitro: | Olsen |

|             |           |  |
| Riisnæs 72’ | Marcatori |  |

| Arbitro: | Berntsen |

|  |           |                                                       |
|  | Marcatori | 9’ Carew 37’ Levernes 54’ Haug 57’ Levernes 67’ Carew |

### Coppa di Norvegia

#### Terzo turno
| Arbitro: | ? |

|         |           |                                           |
| Haug 2’ | Marcatori | 46’ Halvorsen 79’ Steffensen 84’ Johansen |

### Coppa delle Coppe

#### Primo turno
| Arbitro: | Arsić |

|                         |           |                     |
| Şumudică 52’ Bundea 75’ | Marcatori | 53’ Carew 88’ Carew |

| Oslo 1º ottobre 1998, ore ??:?? UTC+1 Primo turno Ritorno | Vålerenga | 0 – 0 referto | Rapid Bucarest | Bislett Stadion (6,257 spett.)\| Arbitro: \| Lajuks \| |
| Arbitro:                                                  | Lajuks    |               |                |                                                        |

#### Secondo turno
| Arbitro: | Puhl |

|              |           |  |
| Levernes 49’ | Marcatori |  |

| Arbitro: | Puhl |

|                               |           |                                   |
| Oktay 8’ Tayfur 40’ Oktay 43’ | Marcatori | 64’ Haraldsen 67’ Kaasa 73’ Carew |

#### Quarti di finale
| Arbitro: | Benkö |

|                                |           |  |
| Babayaro 10’ Zola 29’ Wise 85’ | Marcatori |  |

| Arbitro: | Ancion |

|                       |           |                                  |
| Kjølner 27’ Carew 41’ | Marcatori | 11’ Vialli 15’ Lambourde 33’ Flo |